# Gymnopternus obtusicauda
Gymnopternus obtusicauda är en tvåvingeart som beskrevs av Van Duzee 1924. Gymnopternus obtusicauda ingår i släktet Gymnopternus och familjen styltflugor. Inga underarter finns listade i Catalogue of Life.